# Stazione di Frontenex
La stazione di Frontenex (in francese Gare de Frontenex) è la principale stazione ferroviaria di Frontenex, Francia.